# Час звезды (фильм)
«Час звезды» (порт. A Hora da Estrela) — бразильский художественный фильм 1985 года, полнометражный дебют режиссёра Сузаны Амарал, снятый по одноимённому роману (повести) бразильской писательницы Клариси Лиспектор. Фильм завоевал ряд наград, в том числе на 36-м Берлинском кинофестивале.
Наряду с фильмом «Плутовская опера» (1986) Руя Герры «Час звезды» упоминается в числе немногих бразильских фильмов 1980-х годов, получивших международную известность. В 2015 году включён в список 100 лучших бразильских фильмов по версии Ассоциации бразильских кинокритиков.

## Сюжет
Главная героиня фильма — девятнадцатилетняя девушка Макабеа родом с севера Бразилии. Она сирота и снимает комнату вместе с тремя другими девушками. Макабеа работает машинисткой в конторе. Печатает она грязно и с ошибками, начальник недоволен ею. Коллега Макабеи по работе, Глория, постоянно встречается с мужчинами и делает очередной аборт, но Макабеа одинока. 
Однажды в парке Макабеа случайно знакомится с молодым человеком по имени Олимпико, с которым начинает встречаться и считать его своим женихом. Олимпико — простой рабочий, но он мечтает о том, что когда-нибудь станет богатым и знаменитым. Как-то раз, когда Макабею просят перепечатать испорченные страницы, она просит Глорию найти в парке Олимпико и сказать ему, что не придёт сегодня. Олимпико очарован Глорией и бросает Макабею. Глория, которая вскоре сама бросает Олимпико, советует Макабее посетить гадальщицу, которая Глории нагадала хорошего жениха.
Гадальщица говорит Макабее, что сразу, как только она выйдет от неё, её жизнь изменится: её полюбит и возьмёт замуж голубоглазый блондин-иностранец. Макабеа счастлива, на обратном пути они распускает волосы и покупает новое платье. В это время голубоглазый блондин уже мчится по улице на «мерседесе». Он сбивает Макабею, а ей в предсмертных видениях кажется, что «мерседес» остановился и она бежит к своему избраннику.

## В ролях
- Марселия Карташу — Макабеа
- Жозе Дюмон — Олимпико
- Тамара Ташман — Глория
- Фернанда Монтенегру — гадальщица

## Награды
- 1985: Бразильский кинофестиваль — Лучший фильм, Лучший режиссёр, Лучшая актриса (Марселия Карташу), Лучший актёр (Жозе Дюмон), Лучшая операторская работа, Лучший монтаж[5]
- 1986: 36-й Берлинский международный кинофестиваль — Премия «Серебряный медведь» за лучшую женскую роль (Марселия Карташу)[6], Приз Международной Католической организации в области кино (OCIC), Приз Европейской конфедерации художественного кино
- 1987: Претендент от Бразилии на премию «Оскар» за лучший фильм на иностранном языке (не номинирован)